# VLM (raketa-nosač)
VLM (Veículo Lançador de Microsatélites) je predloženi trostupanjski satelitski lanser koji razvija brazilsko Glavno zapovjedništvo za zrakoplovnu tehnologiju u suradnji s Njemačkom. Projekt je nastao 2008. godine kao pojednostavljena verzija rakete VLS-1, koristeći samo osnovne stupnjeve. Prvo lansiranje nije planirano prije 2023. godine.
Razvija se verzija temeljena na raketnom motoru S-50, s ciljem lansiranja satelita do 150 kg u ekvatorsku kružnu orbitu na 300 km visine.

## Opis VLM-1
VLM-1 dizajniran je za dostavu do 150 kg korisnog tereta u ekvatorijalnu kružnu orbitu od 300 km. Predviđa se da će VLM-1 imati ukupnu masu od 28000 kg, uključujući 10 tona pogonskog goriva. Prva dva stupnja koristit će motor na kruto gorivo S-50, dok će treći koristiti isti motor S-44 kao u raketi VS-40.
Lansiranja će biti iz lansirnog centra Alcântara koji se nalazi na ekvatoru. Postoje planovi za proširenje ovog dizajna na VLX obitelj, dodavanjem gornjih stupnjeva na tekuće gorivo.

### VS-50
Godine 2011. odlučeno je da se napravi preteča jednostupanjske rakete s novim motorom nazvanim S-50. Raketa se još razvija i njezin se motor testira u suradnji s Njemačkom svemirskom agencijom (DLR). Ovaj test prethodnika zove se VS-50 i planira se za lansiranje u kolovozu 2023. Vozilo VS-50 mjeri 12 m duljine, 1,46 m u promjeru i ima masu od oko 15 tona. Planirano je da se sva lansiranja obave iz lansirnog centra Alcântara koji se nalazi na brazilskoj sjevernoj atlantskoj obali.
Dana 1. listopada 2021. Brazilska svemirska agencija provela je prvi uspješan test potpunog izgaranja na kopnu od 84 sekunde kao dio završnih testova s ciljem imanja potpuno operativnog orbitalnog lansera  VLM 2025. godine.

### Obitelj VLX
Kada se dizajn VLM-a i testovi završe, planira se razviti veća obitelj raketa nazvana VLX, s ciljem isporuke tereta od 300 do 500 kg u nisku Zemljinu orbitu. Obitelj VLX uključivat će dva lansera nazvana Aquila 1 (za isporuku od 300 kg do 500 km) i Aquila 2 (za isporuku od 500 kg do 700 km u polarnu orbitu). Rani koncept zahtijeva dva bočna motora S-50 konfigurirana kao boosteri. Novi motor na tekuće gorivo, nazvan L-75, dizajniran je za ovu obitelj lansera.

## Vanjske poveznice
- Početna stranica VLM-1 u Brazilskoj svemirskoj agenciji